# Lỗ Tông Chi
Lỗ Tông Chi (chữ Hán: 鲁宗之, ? - ?), tự Ngạn Nhân, người huyện Mi, Phù Phong, Ung Châu , đại thần nhà Đông Tấn.

## Cuộc đời
Trong những năm Thái Nguyên (376 – 396) thời Đông Tấn Hiếu Vũ đế, Lỗ Tông Chi từ Quan Trung tiến xuống Tương Dương , làm quan nhà Đông Tấn, nhậm chức Nam Quận thái thú.
Năm Nghĩa Hi đầu tiên (405), Lưu Dụ, Lưu Nghị liên hiệp khởi binh, tiến đánh Hoàn Huyền đang chiếm cứ trung – thượng du Trường Giang. Tông Chi theo Lưu Nghị tấn công Ung Châu  thứ sử Hoàn Úy do Hoàn huyền bổ nhiệm, sau đó tiến đến Giang Lăng  ở phía tây. Khi ấy Hoàn Huyền từ Giang Lăng đông tiến, 2 quân gặp nhau ở cù lao Tranh Vanh. Đôi bên giao chiến, Hoàn Huyền thua chạy. Tông Chi nhờ công được phong làm Ung Châu thứ sử, Tiêu Thanh huyện hầu, thực ấp 1500 hộ.
Hoàn Huyền thất bại bị giết, con trai ông ta là Hoàn Chấn nổi lên thay thế, lại chiếm cứ Giang Lăng. Bọn Hoàn Khiêm đưa quân đến Giang Lăng viện trợ cho Hoàn Chấn. Tông Chi theo Lưu Nghị tấn công Giang Lăng, đánh bại quân đội của Hoàn Khiêm, Hoàn Chấn, bảo vệ Tấn An đế quay về Kiến Khang. Tông Chi tham chiến có công, được thăng làm Bình Bắc tướng quân.
Năm Nghĩa Hi thứ 8 (412), quyền thần Lưu Dụ thảo trừ Kinh Châu  thứ sử Lưu Nghị, Tông Chi đưa quân đi theo. Tháng 10 năm ấy, Giang Lăng bị hạ, Lưu Nghị tự sát. Ông nhờ chiến công được thăng làm Trấn bắc tướng quân, Nam Dương quận công, vẫn giữ Ung Châu.
Năm Nghĩa Hi thứ 11 (415), Lưu Dụ tiến đánh Tư Mã Hưu Chi. Tông Chi thấy Lưu Dụ không ngừng diệt trừ những người không thuộc phe cánh của ông ta, còn mình là bộ hạ cũ của Lưu Nghị, đâm ra sợ hãi, bèn liên hiệp với Tư Mã Hưu Chi, khởi binh chống lại Lưu Dụ.
Tháng 3, Lưu Dụ đánh bại Hưu Chi và Tông Chi ở Giang Lăng, 2 người chạy lên phía bắc vào Quan Trung, đầu hàng Diêu Hưng nhà Hậu Tần. Năm sau, Diêu Hưng mệnh cho Tông Chi đưa quân đi đánh Tương Dương, ông bệnh mất ở giữa đường.